# 让-菲利普· 贝雅
让-菲利普· 贝雅（法語：Jean-Philippe Béja，1949年—），又译白夏，是法国的漢学学者、政治学家、作家、记者和翻译家。他毕业于巴黎政治学院，還获得巴黎第七大学汉语学位，他曾在辽宁大学學習中国文学。他是法國國家科學研究中心研究主任。他主要关注中华人民共和国公民与政权的关系，尤其是中华人民共和国民主运动。他还写了一些與香港政治生活有關的文章。他還翻译了一些刘晓波的作品。